# Ambasciatori bavaresi in Prussia
L'ambasciatore bavarese in Prussia era il primo rappresentante diplomatico della Baviera (già Elettorato di Baviera) in Prussia.
Le relazioni diplomatiche iniziarono ufficialmente nel 1740. Oltre all'ambasciata di Berlino la Baviera vantava anche dei consolati ad Emden (1831–1868), Aquisgrana (1831–1881) ed a Colonia (1831–1880). Dal 1933 la rappresentanza a Berlino divenne rappresentanza bavarese per tutta la Germania, ma venne chiusa l'anno successivo.

## Elettorato di Baviera
...
- 1772–1774: Franz Rudolf von Schwachheim

...
- 1800–1801: Aloys von Rechberg
- 1801–1807: Franz Gabriel von Bray

## Regno di Baviera
...

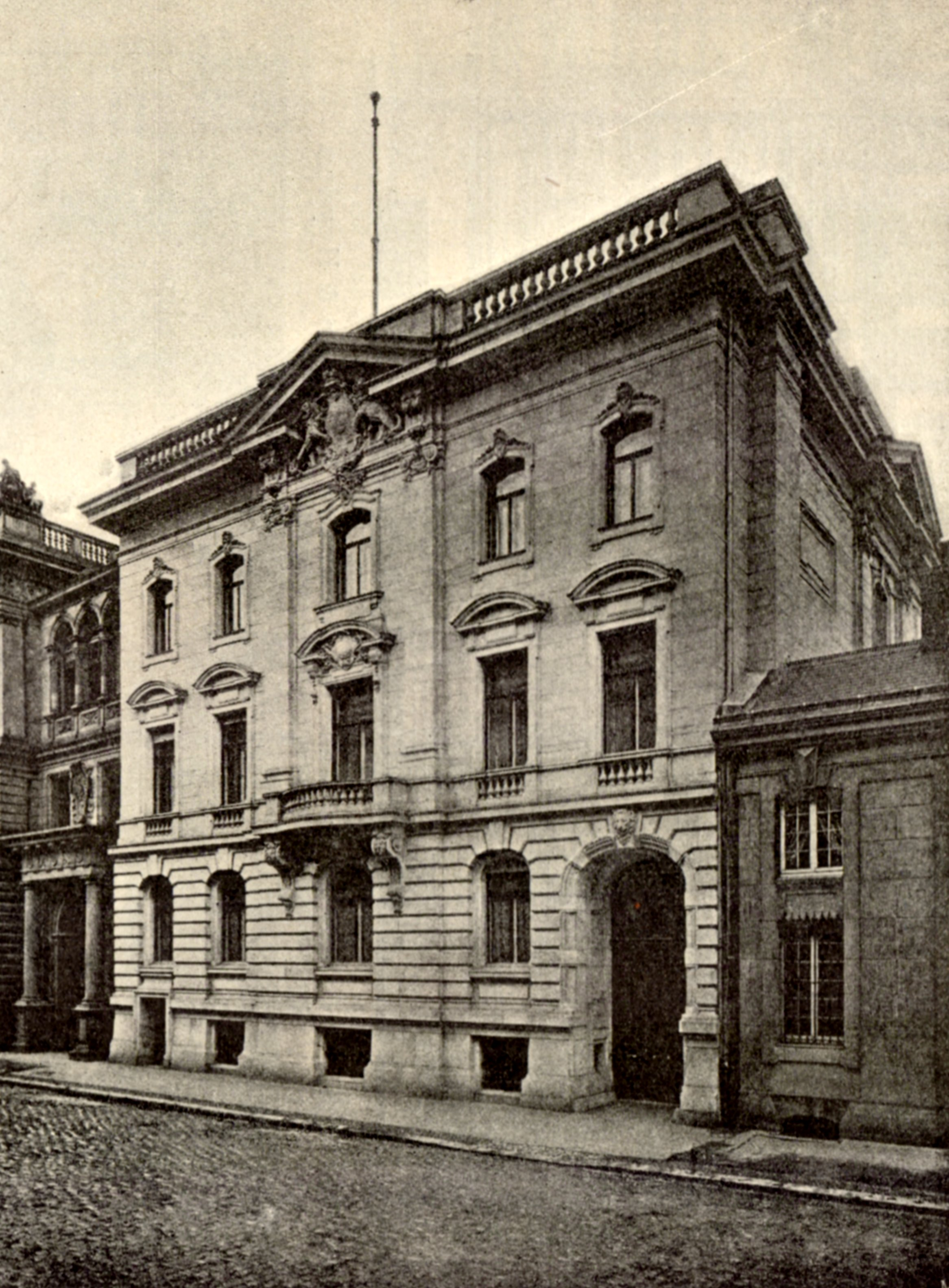
L'ambasciata bavarese a Berlino (1896)

- 1810–1813: Friedrich Wilhelm von Hertling
- 1813–1816: vacante
- 1816–1825: Joseph Maria von Rechberg und Rothenlöwen
- 1826–1839: Friedrich von Luxburg
- 1839–1849: Maximilian von und zu Lerchenfeld auf Köfering
- 1849–1854: Konrad Adolf von Malsen
- 1854–1858: Ludwig de Garnerin von Montgelas
- 1858–1860: Otto von Bray-Steinburg
- 1860–1867: Ludwig de Garnerin von Montgelas
- 1868–1877: Maximilian Joseph Pergler von Perglas
- 1877–1880: Gideon von Rudhart
- 1880–1919: Hugo von Lerchenfeld-Köfering

## Libero stato di Baviera
- 1919–1932: Konrad von Preger (1867–1933)
- 1932–1934: Franz Sperr (1878–1945)

1934: Interruzione delle relazioni diplomatiche